# Elmar Saar
Elmar Saar (Tallinn, 1908. február 19. – Tallinn, 1981. december 19.), orosz névalakban Elmar Juhanovics Szaar (oroszul: Эльмар Юханович Саар) észt labdarúgó, edző és szövetségi kapitány, a szovjet időszakban nemzetközi labdarúgó-játékvezető.

## Pályafutása

### Labdarúgóként
Aktív labdarúgóként 1928–1930 között a JK Tallinna Kalev, 1931-ben a VS Sport Tallinn, majd 1932-től 1936-ig a JK Estonia Tallinn csapatainál játszott. Az észt válogatott tagjaként első alkalommal 1928. augusztus 12-én lépett pályára, amikor az észt nemzeti csapat Finnország ellen játszott. 1931-ben az észt válogatottal Balti Kupát nyert. 23 alkalommal játszott az észt válogatottban. Középpályás és védő posztokon játszott. 1936-ban fejezte be aktív labdarúgó pályafutását. 1939-ben ő volt az észt válogatott szövetségi kapitánya. Az Észtország tagjaként vett részt a háromcsapatos tornán. Magyarországot az amatőr együttes képviselte.
| Időpont             | Helyszín                  | Mérkőzés típusa | Mérkőzés                | Eredmény | Nézők száma |
| ------------------- | ------------------------- | --------------- | ----------------------- | -------- | ----------- |
| 1934. augusztus 10. | Kadrioru Stadion, Tallinn | labdarúgó torna | Észtország–Magyarország | 2 : 2    | 6 000       |

### Labdarúgó-játékvezetőként

#### Nemzetközi játékvezetés
Az Szovjet Labdarúgó-szövetség Játékvezető Bizottsága (JB) terjesztette fel nemzetközi játékvezetőnek, a Nemzetközi Labdarúgó-szövetség (FIFA) 1958-tól tartotta nyilván bírói keretében. Több nemzetek közötti válogatott és klubmérkőzést vezetett, vagy működő társának partbíróként segített. Az aktív nemzetközi játékvezetéstől 1959-ben a FIFA 45 éves korhatárát elérve búcsúzott. Válogatott mérkőzéseinek száma: 2.

## Sportvezetőként
1939–1940 között 5 alkalommal volt az  észt labdarúgó-válogatott szövetségi kapitánya. Szakmai eredménye  1-1 győzelem illetve döntetlen, valamint 3 vereség.

## Magyar vonatkozás
| Időpont           | Helyszín                        | Mérkőzés típusa          | Mérkőzés             | Eredmény | Nézők száma |
| ----------------- | ------------------------------- | ------------------------ | -------------------- | -------- | ----------- |
| 1958. október 26. | Augusztus 23. Stadion, Bukarest | 352. válogatott mérkőzés | Románia–Magyarország | 1 : 2    | 90 000      |
| 1959. november 8. | Népstadion, Budapest            | 360. válogatott mérkőzés | Magyarország–NSZK    | 4 : 3    | 90 000      |